# 米卡·皮厄雷莱
米卡·皮厄雷莱（芬蘭語：Mika Pyörälä，1981年7月13日—），芬兰男子冰球运动员，场上位置是前锋。他曾代表芬兰国家队参加2018年冬季奥林匹克运动会冰球比赛，获得第六名。